# Argonay
Argonay és un municipi francès situat al departament de l'Alta Savoia i a la regió d'Alvèrnia-Roine-Alps. L'any 2007 tenia 2.193 habitants.

## Demografia

### Població
El 2007 la població de fet d'Argonay era de 2.193 persones. Hi havia 835 famílies de les quals 265 eren unipersonals (150 homes vivint sols i 115 dones vivint soles), 218 parelles sense fills, 301 parelles amb fills i 51 famílies monoparentals amb fills.
La població ha evolucionat segons el següent gràfic:
Habitants censats

### Habitatges
El 2007 hi havia 912 habitatges, 848 eren l'habitatge principal de la família, 11 eren segones residències i 54 estaven desocupats. 459 eren cases i 451 eren apartaments. Dels 848 habitatges principals, 531 estaven ocupats pels seus propietaris, 290 estaven llogats i ocupats pels llogaters i 27 estaven cedits a títol gratuït; 75 tenien una cambra, 112 en tenien dues, 131 en tenien tres, 178 en tenien quatre i 352 en tenien cinc o més. 739 habitatges disposaven pel capbaix d'una plaça de pàrquing. A 390 habitatges hi havia un automòbil i a 416 n'hi havia dos o més.

### Piràmide de població
La piràmide de població per edats i sexe el 2009 era:
| Homes | Edats   | Dones |
| ----- | ------- | ----- |
| 4     | 95 o +  | 0     |
| 0     | 90 a 94 | 0     |
| 4     | 85 a 89 | 12    |
| 4     | 80 a 84 | 8     |
| 28    | 75 a 79 | 12    |
| 20    | 70 a 74 | 12    |
| 36    | 65 a 69 | 40    |
| 52    | 60 a 64 | 36    |
| 52    | 55 a 59 | 40    |
| 56    | 50 a 54 | 64    |
| 72    | 45 a 49 | 96    |
| 72    | 40 a 44 | 68    |
| 64    | 35 a 39 | 52    |
| 84    | 30 a 34 | 76    |
| 88    | 25 a 29 | 60    |
| 108   | 20 a 24 | 44    |
| 76    | 15 a 19 | 72    |
| 64    | 10 a 14 | 52    |
| 84    | 5 a 9   | 96    |
| 28    | 0 a 4   | 68    |

## Economia
El 2007 la població en edat de treballar era de 1.537 persones, 1.110 eren actives i 427 eren inactives. De les 1.110 persones actives 1.062 estaven ocupades (560 homes i 502 dones) i 48 estaven aturades (24 homes i 24 dones). De les 427 persones inactives 110 estaven jubilades, 262 estaven estudiant i 55 estaven classificades com a «altres inactius».

### Ingressos
El 2009 a Argonay hi havia 887 unitats fiscals que integraven 2.202,5 persones, la mediana anual d'ingressos fiscals per persona era de 23.455 €.

### Activitats econòmiques
Dels 254 establiments que hi havia el 2007, 1 era d'una empresa extractiva, 1 d'una empresa alimentària, 4 d'empreses de fabricació de material elèctric, 1 d'una empresa de fabricació d'elements pel transport, 20 d'empreses de fabricació d'altres productes industrials, 38 d'empreses de construcció, 49 d'empreses de comerç i reparació d'automòbils, 7 d'empreses de transport, 13 d'empreses d'hostatgeria i restauració, 5 d'empreses d'informació i comunicació, 9 d'empreses financeres, 10 d'empreses immobiliàries, 38 d'empreses de serveis, 49 d'entitats de l'administració pública i 9 d'empreses classificades com a «altres activitats de serveis».
Dels 49 establiments de servei als particulars que hi havia el 2009, 1 era una funerària, 7 tallers de reparació d'automòbils i de material agrícola, 1 establiment de lloguer de cotxes, 6 paletes, 3 guixaires pintors, 7 fusteries, 6 lampisteries, 2 electricistes, 3 empreses de construcció, 2 perruqueries, 2 veterinaris, 5 restaurants, 3 agències immobiliàries i 1 saló de bellesa.
Dels 3 establiments comercials que hi havia el 2009, 1 era una botiga de roba, 1 una botiga d'electrodomèstics i 1 una botiga de material de revestiment de parets i terra.
L'any 2000 a Argonay hi havia 5 explotacions agrícoles.

## Equipaments sanitaris i escolars
El 2009 hi havia 2 hospitals de tractaments de curta durada i 1 hospital de tractaments de mitja durada (seguiment i rehabilitació).
El 2009 hi havia 1 escola maternal i 1 escola elemental. Argonay disposava d'un liceu d'ensenyament general amb 1.127 alumnes.

## Poblacions més properes
El següent diagrama mostra les poblacions més properes.